# 撃墜魔女ヒミカ
『撃墜魔女ヒミカ』（げきついまじょヒミカ）は、荻野目悠樹・著、近衛乙嗣・イラストのライトノベル。全3巻。電撃文庫（メディアワークス）より発行。初出は電撃hpVolume.18(2002年7月5日発行)。初出時のイラストはさくもきりん。

## ストーリー
亞々邪夷屢軍（アージャイルぐん）と戦う大熒國帝国（だいけいこくていこく）。その帝国空軍の斯哩矢（ソリヤ）空軍基地・第四航空隊に所属するヒミカ・シンドウは女性ながら撃墜王（エース）として活躍するパイロットであるが、彼女の振る舞いから『魔女』と恐れられていた。優れた兵士であると同時に、得体の知れない行動をするヒミカ。果たして、彼女の目的とは……。

## 登場人物

### 大熒國帝国

#### 斯哩矢空軍基地

##### 第四航空隊
ヒミカ・シンドウ
通称『魔女』。帝国空軍のエース。階級は中尉。
ハルミ・イナバ
通称『お嬢』。階級は准尉。
アカギ
通称『伊達男』。階級は少尉。
マキ・シナノ
通称『姫』。階級は少尉。貴族の出身。
キド
階級は准尉。
ミカヨ・ヤナセ
第四航空隊の整備主任。
タカナミ
第四航空隊の隊長。階級は少佐。

### 亞々邪夷屢軍
“女王蜂”
渾名のみで登場する。本名不明。亞々邪夷屢空軍の若き女性エースで、ヒミカのライバル。階級は中尉。